# UFC Fight Night: Holohan vs. Smolka
UFC Fight Night: Holohan vs. Smolka (también conocido como UFC Fight Night 76) fue un evento de artes marciales mixtas celebrado por Ultimate Fighting Championship el 24 de octubre de 2015 en el 3Arena, en Dublín, Irlanda.

## Historia
El evento estelar tenía previsto enfrentar a los contendientes Dustin Poirier y Joseph Duffy. Sin embargo, el 21 de octubre, Duffy tuvo que abandonar el combate por una concusión. A su vez, el nuevo evento estelar contó con el combate de peso mosca entre Patrick Holohan y Louis Smolka.
Stipe Miočić esperaba enfrentarse a Ben Rothwell en el evento coestelar. Sin embargo, el 13 de octubre, Miočić anunció que tenía una lesión. A su vez, Rothwell también fue retirado del evento al no encontrársele rival.

## Premios extra
Cada peleador recibió un bono de $50,000.
- Pelea de la Noche: Nicolas Dalby vs. Darren Till
- Actuación de la Noche: Neil Seery y Tom Breese